# Růženec
Růženec (dawn. niem. Rosenkranz) – dawna osada w Czechach, w kraju ołomunieckim, w powiecie Jesionik, znajdująca się na historycznym szlaku handlowym prowadzącym przez przełęcz Różaniec między szczytami Borówkowa (900 m n.p.m.) i Jawornik Wielki (872 m n.p.m.).

## Położenie
Osada znajdowała się na przełęczy Różaniec w Górach Złotych, na południe od wsi Bílá Voda. W miejscu dawnej osady wypływa bezimienny potok, będący lewostronnym dopływem Bílej vody. Znajdowała się przy granicy z Polską.

## Historia

### XVII wiek
Osada po raz pierwszy wzmiankowana w 1638 roku. Miała wówczas formę rozsianych gospodarstw wokół karczmy "Zum Rosenkranz" Karczma oferowała poczęstunek podróżnym udającym się ze Śląska do Kłodzka, dokąd zmierzali często podróżnicy podczas pielgrzymek do kłodzkiej madonny. Prawdopodobnie stąd wzięła się nazwa osady.

### XVIII wiek
Po wojnach o sukcesję austriacką między Marią Teresą a królem pruskim Fryderykiem II, osada stała się gminą przygraniczną. Mówi się, że pod koniec XVIII wieku odwiedził ją cesarz  Józef II Habsburg, w towarzystwie poety Johanna Wolfganga Goethego.

### XIX wiek
Na początku XIX wieku liczba domów w osadzie wzrosła do dziesięciu. W tym samym czasie wybudowano tu również kaplicę pod wezwaniem Antoniego Padewskiego. Kolejny budynek wybudowano w 1836 r., kiedy osadę zamieszkiwały 63 osoby. Później osada powiększyła się do dwunastu domów, ale liczba mieszkańców zmalała. W 1855 powstała droga ze Złotego Stoku do Lądka-Zdroju. Spowodowało to spadek na znaczeniu osady, przez którą przechodził XVI-wieczny szlak pełniący wcześniej funkcję nowej drogi. W 1900 roku w osadzie mieszkało 47 osób.

### XX wiek
Na początku XX wieku mieszkało tu pięćdziesiąt osób. Mieszkańcy pracowali w rolnictwie lub w  Złotym Stoku, gdzie zarabiali na życie jako murarze lub robotnicy. W okresie letnim istniała również możliwość pracy w lesie, gdy pracami nadzorował miejscowy leśniczy mieszkający w jednym z domów w Růžencu.
Po upadku monarchii austro-węgierskiej i powstaniu Czechosłowacji, na terenie osady działają członkowie Staży Finansowej Republiki Czechosłowackiej. W tym czasie osada była miejscem wielu wycieczek ludzi z okolic oraz Niemiec. W 1933 r.  gdy naziści doszli do władzy w Niemczech oddziały Sturmabteilung (SA) zajęły granicę państwową od strony Niemieckiej i turystyka ustała. Ponadto na mocy układu monachijskiego w 1938 r. wieś znalazła się w granicach Niemiec i przestała pełnić rolę punktu granicznego. W 1939 roku osadę zamieszkiwały 34 osoby. Po wyzwoleniu przez Armię Czerwoną w maju 1945 roku, której członkowie zniszczyli także kaplicę Antonina Padewskiego, osada ponownie znalazła się w granicach Czechosłowacji. Wszyscy mieszkańcy, poza jedną rodziną, została po wojnie wysiedlona do Niemiec. Jedyna znajdująca się rodzina w osadzie w 1949 r. wyjechała do niedaleko położonej Bilej Vody. Z czasem domy zaczęto rozbierać. Zniszczeniu nie uniknęła kaplica, do której co roku 13 czerwca odbywały się pielgrzymki czemu miejscowi przedstawiciele rządzącej Komunistycznej Partii Czechosłowacji (KSČ) chcieli zapobiec wyburzając kaplicę. Jedyny budynek jaki zachował się obecnie w osadzie to szklarnia z ogródkiem warzywnym.

## Demografia
| Rok  | Liczba ludności | Liczba domów |
| ---- | --------------- | ------------ |
| 1890 | 33              | 12           |
| 1921 | 34              | 8            |
| 1950 | 0               | 8            |

Rozkład liczby ludności Růženca na przestrzeni lat
- 1836 - 63
- 1890 - 33
- 1900 - 47
- 1921 - 34
- 1950 - 0

## Turystyka
W osadzie znajduje się drogowskaz oznakowanych szlaków turystycznych „Růženec”. Prowadzi tu również czeska trasa rowerowa numer 6044